# Borgs färgerier

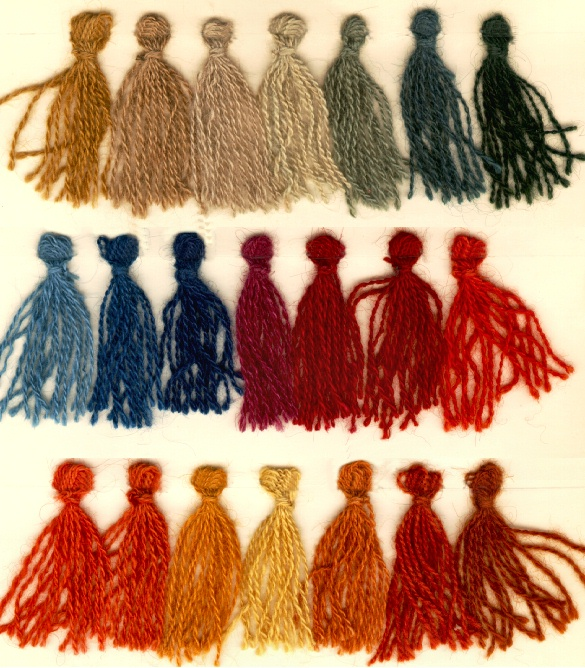
Färgat garn

Borgs färgerier var ett textilföretag som grundades 1739 i Lund av färgare Hans Petter Borg.
Hans Petter Borg anhöll hos magistraten i Malmö om utövande av färgerinäringen i staden, men nekades på grund av att Malmö redan hade tillräckligt många färgare. Han prövade istället sin lycka hos magistraten i Lund, men fick avslag även där. Trots det köpte han år 1734 gården vid Stora Södergatan (som skulle bilda kärnan i de Borgska fabrikerna), och grundade sedan Borgs färgerier. Från att till en början varit en hantverksmässig rörelse som enbart sysslade med färgning av inlämnat gods utvecklas det till C.O. Borgs Söners fabriker AB som bedrev färgeri, ullspinneri, klädestillverkning, garn- och vävnadshandel.
Färgeriet gick i arv till sonen Fredrik Borg och därefter till dennes son Jöns Petter Borg. 
År 1867 utökades driften av Carl Otto Borg och det inrättades ett spinneri, senare under samma decennium inrättades även ett väveri. Med egen produktion av garn och vävnader tillkom försäljningsrörelse med huvudaffär i Lund. År 1883 öppnades filialer i Malmö och Trelleborg. I början av 1890-talet inrättas en kemisk tvättanstalt, och senare infördes också eulaniseringsmetoden som löste problemet med malens härjningar på ull och ylle. I början av 1900-talet var Borgs färgerier en av de största arbetsgivarna i Lund. År 1939 fanns fyrtiofyra vävstolar i väveriet, varav ett par jaquardmaskiner för tillverkning av filtar. Under 1940- och 1950-talen hade C.O. Borgs Söner cirka 200 anställda, 70 vävstolar (12 helautomatiska), fyra kardverk och åtta spinnmaskiner. Fram till mitten av 1960-talet gick det bra för företaget, men sedan när importen av utländsk textil kom igång på allvar gick det raskt utför.
År 1970 köptes Borgs av Salanders Fabriks AB, ett företag i samma bransch, med vilket Borgs haft ett nära samarbete en längre tid. Det nya företaget SalanderBorgs hade ett 40-tal anställda. Spinneriet och färgeriet hölls igång ytterligare några år i Salanders gamla fabrik på Bredgatan.